# Asbach-Bäumenheim
Asbach-Bäumenheim ist eine Gemeinde im schwäbischen Landkreis Donau-Ries.

## Geografie

### Lage
Die Gemeinde liegt nahe der Stadt Donauwörth und etwa 40 Kilometer nördlich von Augsburg. Sie wird von der Schmutter durchflossen, kurz bevor diese in die Donau mündet. Im Gemeindegebiet verläuft zwischen Asbach, Bäumenheim und Hamlar der Egelseebach. Durch die Orte Asbach und Bäumenheim fließt noch ein kleiner Bach, der größtenteils unter der Straße verläuft und sich Steglesgraben nennt.

### Gemeindegliederung
Es gibt fünf Gemeindeteile (in Klammern ist der Siedlungstyp angegeben):
- Asbach (Pfarrdorf)
- Bäumenheim
- Hamlar (Dorf)
- Königsmühle (Einöde)
- Meyfried (Kolonie)

Der Hauptort Asbach und Bäumenheim sind zusammengewachsen; eine Ortschaft Asbach-Bäumenheim gibt es jedoch amtlicherseits nicht.

## Geschichte
In der Frühbronzezeit war die Ebene zwischen Lech und Donau bewohnt, was durch den Fund eines Grabes nahe Hamlar belegt ist. Während der Römerzeit führte die Via Claudia Augusta durch das heutige Ortsgebiet.
Um 1250 wird der Weiler Baebenheim (Heim des Babo), Aspach und Hameler urkundlich erwähnt. Die Grundherrschaft war stark zersplittert. Durch die Nähe zur Reichspflege Wörth (Donauwörth) war eine starke Abhängigkeit gegeben. Marcus Fugger und Nikolaus Fugger erwarben Teile des Orts. Im Dreißigjährigen Krieg wurden schwere Verwüstungen durch die Schweden unter Gustav II. Adolf angerichtet.
Der bayerische Kurfürst erwarb 1739 die Reichspflege und sie blieb bis 1806 ein eigenes Territorium. 1818 wurde im Zuge der Durchführung des Zweiten Gemeindeediktes in Bayern die Gemeinde Asbach gegründet.
Bis zum 19. Jahrhundert blieben Asbach, Bäumenheim und Hamlar unbedeutende Ortschaften. Nach der Volkszählung vom Dezember 1840 lebten 482 Personen im Ortsgebiet. Im Jahre 1844 wurde die Ludwig-Süd-Nord-Bahn eröffnet, die direkt durch den Ort führt. 1863 erwarb der Fabrikant und Philosoph Maximilian Droßbach (1810–1884) das Grundstück der aufgelassenen Bäumenheimer Mühle und errichtete dort eine Leinenspinnerei, die im September 1865 eröffnet wurde. Damit entwickelte sich Bäumenheim in kurzer Zeit zum Industrieort, während Asbach und Hamlar ihren ländlichen Ortscharakter behielten. Im Oktober 1875 erhielt Bäumenheim einen eigenen Bahnhalt, sowie eine Post- und Telegrafenstation. Der Warenverkehr auf dem Gelände der Leinenspinnerei und Weberei wurde über das Schienennetz einer eigenen Fabrikbahn abgewickelt. Aufgrund der gezielten Anwerbung von Arbeitskräften und der Errichtung von Arbeiterhäusern stieg die Einwohnerzahl bis zum Jahr 1900 auf 1279. Die Einwanderer stammten insbesondere aus industriell geprägten Regionen in Böhmen und Mähren, sowie Norditalien. Zu der durch die Leinenspinnerei geförderten Infrastruktur zählte ein Consumverein (gegründet 1895), in dem Arbeiterinnen und Arbeiter vergünstigte Einkaufsmöglichkeiten erhielten. 1876 entstand im Ort eine Volkserziehungsanstalt nach dem Modell des Philologen Franz Xaver Schmid (1819–1883).
Während des Zweiten Weltkriegs wurde ein Teil der Messerschmitt-Werke in den Ort verlegt. Von August 1944 bis April 1945 bestand auf dem Gelände der damaligen Firma Dechentreiter das KZ-Außenlager Bäumenheim. Die etwa 500 KZ-Häftlinge mussten Zwangsarbeit in der Rüstungsproduktion verrichten. Unter den Toten eines Bombenangriffs am 19. März 1945 waren auch zahlreiche unbekannte KZ-Häftlinge, an die ein Gedenkstein erinnert.
Am 18. November 1958 wurde die Gemeinde Asbach in Asbach-Bäumenheim umbenannt. Sie war vom 1. Mai 1978 bis 31. Dezember 1979 Teil der Verwaltungsgemeinschaft Asbach-Bäumenheim.

### Einwohnerentwicklung
Zwischen 1988 und 2018 wuchs die Gemeinde von 3777 auf 4691 um 914 Einwohner bzw. um 24,2 %.

## Politik

### Bürgermeister
Erster Bürgermeister ist seit 1. Mai 2014 Martin Paninka (SPD); dieser wurde in der Stichwahl vom 29. März 2020 mit 50,3 % wiedergewählt. Seine Vorgänger waren Hans Eichhorn (1978–2002) und Otto Uhl (2002–2014), beide CSU.

### Gemeinderat
Sitzverteilung im 16-köpfigen Gemeinderat (+ Bürgermeister), Stand Kommunalwahl 2020:
- CSU: 5 Sitze
- SPD: 4 Sitze
- PWG: 3 Sitze
- BFB: 2 Sitze
- Die Linke: 1 Sitz
- Junge Liste: 1 Sitz[7]

## Baudenkmäler

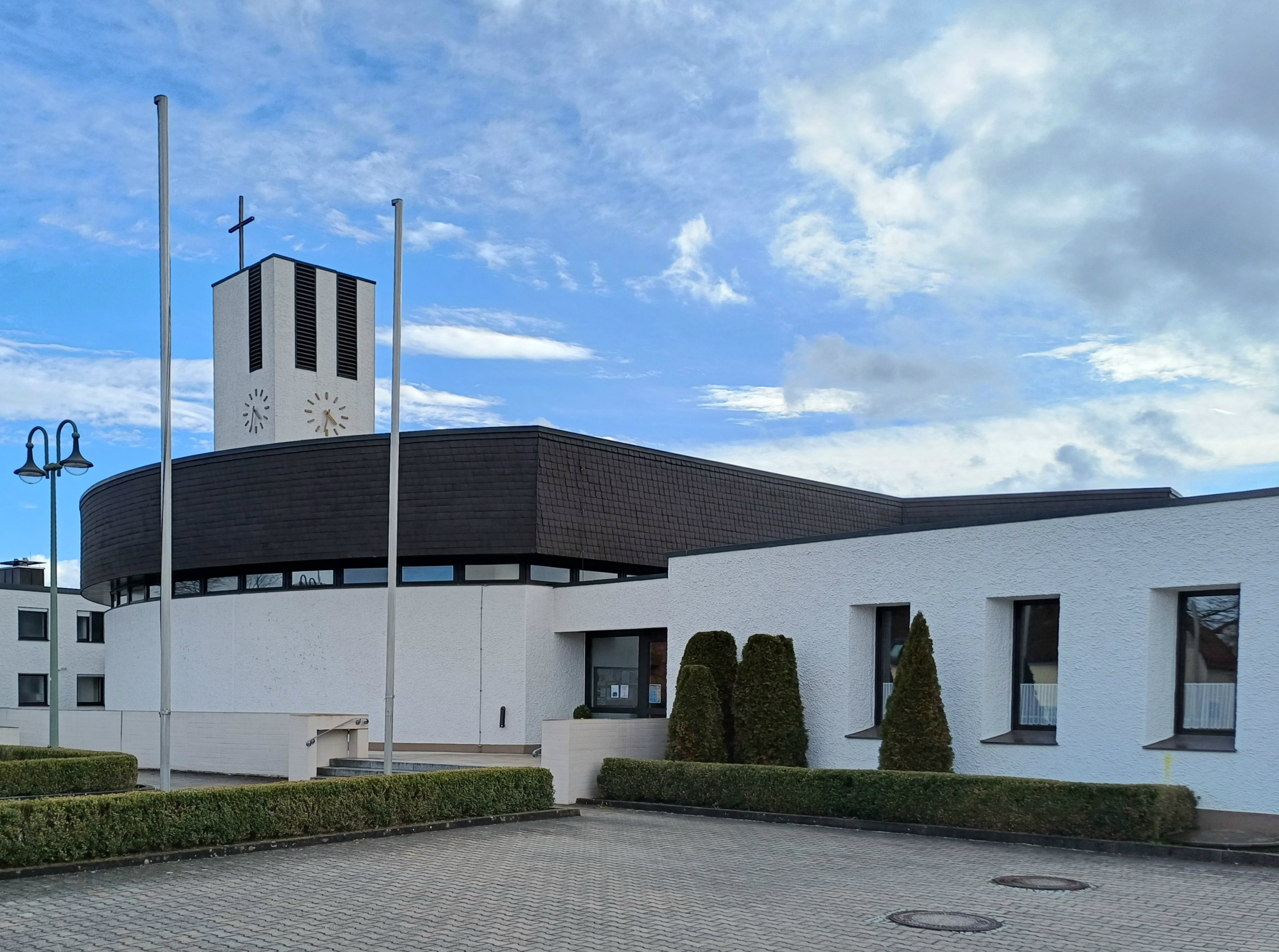
Maria Immaculata in Asbach

### Wappen
| | Blasonierung: „In Rot auf goldenem Dreiberg eine silberne Espe mit drei Zweigen, beseitet rechts von einem halben silbernen Spinnrad, links von einem halben silbernen Zahnrad.“ |
| Wappenbegründung: Die Gemeinde trägt seit 1958 den Doppelnamen. Die Espe auf dem Gemeindewappen steht redend für beide Teile des Ortsnamens. Asbach bedeutet „Bach bei Espengehölz“, im Ortsnamen von Bäumenheim steckt ebenfalls ein Hinweis auf Bäume. Die beiden Räder – das Spinnrad und das Zahnrad – stehen für die örtlichen Wirtschaftszweige. Beide Orte erlebten im Zuge der Industrialisierung im 19. Jahrhundert einen Strukturwandel vom Bauerndorf zum Industriestandort, wobei der bäuerliche Kern bis heute erhalten geblieben ist. Die Farben Rot und Silber erinnern an die Reichssturmfahne. Das Dorf Asbach und der Weiler Bäumenheim gehörten zur Reichspflege Wörth, die hier auch Gerichtsherr gewesen ist. | |

## Wirtschaft und Infrastruktur

### Größte Betriebe
- AGCO – Fendt, Werk 3 mit rund 1000 Mitarbeitern
- Fendt Caravan: Der Betrieb des Wohnwagenherstellers mit Sitz in Mertingen erstreckt sich in das Gemeindegebiet.
- Grenzebach-Gruppe: International tätiges Unternehmen im Bereich Anlagenbau und Automatisierungstechnik
- GEDA-Dechentreiter GmbH & Co KG: Bau- und Industrieaufzüge

### Arbeitsplätze
Im Jahr 2017 bestanden in der Gemeinde 3045 sozialversicherungspflichtige Arbeitsplätze. Von der Wohnbevölkerung standen 2088 Personen in einem versicherungspflichtigen Arbeitsverhältnis, so dass die Zahl der Einpendler um 957 höher war als die der Auspendler. 48 Einwohner waren arbeitslos.

### Bildung
In der Gemeinde gibt es folgende Einrichtungen:
- 2 Kindertageseinrichtungen mit 184 Plätzen und 178 betreuten Kindern, davon 31 unter drei Jahren; tätig sind 29 Personen (Stand: 1. März 2018)
- Grundschule Asbach-Bäumenheim mit 13 Lehrern und 199 Schülern (Schuljahr 2019/20)[10]
- Mittelschule Asbach-Bäumenheim mit acht Lehrern und 99 Schülern (Schuljahr 2019/20)[11]
- Außenstelle der Volkshochschule Donauwörth

### Verkehr
Durch das Ortsgebiet führen die Bundesstraßen 2 und 16 und die Bahnstrecken Augsburg–Nördlingen und Ingolstadt–Neuoffingen. Der Haltepunkt Bäumenheim liegt an der Bahnstrecke Nürnberg–Augsburg in der Ortsmitte von Asbach-Bäumenheim mit stündlichen Halten von Regionalzügen in beiden Richtungen. Der Bahnhof in Hamlar an der Bahnstrecke Ingolstadt–Neuoffingen wird nur noch als Betriebsbahnhof verwendet. Dort halten keine planmäßigen Personenzüge mehr.
Der Sonderlandeplatz Flugplatz Donauwörth-Genderkingen liegt teilweise im Gemeindebereich.
Von Montag bis Samstag verkehren neben der Bahn auch Busse des Stadtbus Donauwörth auf der Linie 3 (Donauwörth – Nordheim – Asbach-Bäumenheim – Mertingen – Druisheim – Allmannshofen) und auf der Linie 4 (Donauwörth – Nordheim – Asbach-Bäumenheim ( – Hamlar) – Eggelstetten – Oberndorf am Lech).

## Wiederkehrende Feste und Veranstaltungen
Am 23. September 2016 fand das erste Volksfest nach rund 20 Jahren statt. Es wurde an vier Tagen auf dem alten Volksfestplatz gefeiert. Es findet seit dem Jahr 2016 im 2-Jahre-Takt statt.